# Navy Hill
Navy Hill – miasto w Marianach Północnych (terytorium stowarzyszone ze Stanami Zjednoczonymi), na wyspie Saipan. Według danych szacunkowych na rok 2009 liczy 1 298 mieszkańców.. Ośrodek turystyczny; trzynaste co do wielkości miasto kraju.